# Boykin (Alabama)
Boykin, auch bekannt als Gee’s Bend, ist ein Census-designated place im Wilcox County im Bundesstaat Alabama in den Vereinigten Staaten.

## Geographie
Boykin liegt im Zentrum Alabamas im Süden der Vereinigten Staaten. Es befindet sich unmittelbar am Alabama River, der später mit dem Tombigbee River den Mobile River bildet und im Süden Alabamas in den Mobile Bay und schließlich den Golf von Mexiko mündet.
Nahegelegene Orte sind unter anderem Camden (5 km südlich), Catherine (20 km nordwestlich) und Pine Hill (25 km südwestlich). Die nächste größere Stadt ist mit 205.000 Einwohnern die etwa 87 Kilometer nordöstlich entfernt gelegene Hauptstadt Alabamas, Montgomery.

## Geschichte
Der Ort ist Teil des Black Belt in Alabama, einer Region, in der überwiegend Farbige leben. Anfangs bestand hier eine Plantage von Joseph Gee, auf der 47 Sklaven arbeiteten. 1845 wurde die Plantage verkauft, einer der folgenden Besitzer erwarb und vermietete sie. In den 1930er Jahren schien der Ort abgeschieden und verwaist, sodass im Zuge der Resettlement Administration Menschen hier angesiedelt wurden. Es folgten der Bau einer Schule, kleinerer Geschäfte, eines Sägewerks und mehrerer Wohnhäuser. 1971 wurde ein Postamt eröffnet. Den Namen erhielt der Ort in Anlehnung an den Politiker Frank W. Boykin.

## Verkehr
4 Kilometer westlich des Ortes verläuft die Alabama State Route 28, 7 Kilometer südöstlich außerdem die Alabama State Route 41. Anschluss an eine Fernstraße besteht erst 44 Kilometer westlich an den U.S. Highway 43.
Etwa 9 Kilometer südlich befindet sich der Camden Municipal Airport, 28 Kilometer südwestlich außerdem der Pine Hill Municipal Airport.

## Demographie
Die Volkszählung 2010 ergab eine Einwohnerzahl von 275, verteilt auf 100 Haushalte und 69 Familien. Die Bevölkerungsdichte lag bei 40 Menschen pro Quadratkilometer. 95,3 % der Bevölkerung waren Schwarze und 4 % Weiße. 0,7 % entstammten einer anderen Ethnizität, 0,7 % waren Hispanics oder Lateinamerikaner jedweder Ethnizität. Das Durchschnittsalter lag bei 40 Jahren.

## Persönlichkeiten
- Robert Petway (1907–1978), Sänger